# Championnat de France de football 2021-2022
Navigation
Ligue 1 2020-2021 Ligue 1 2022-2023
La saison 2021-2022 de Ligue 1 est la 84e édition du championnat de France de football et la 20e sous l'appellation « Ligue 1 » et la deuxième fois sous l'appellation Ligue 1 Uber Eats. La saison débute le 6 août 2021 et s’achève le 21 mai 2022.
Les équipes promues de deuxième division sont l'ESTAC Troyes et le Clermont Foot 63 (qui fait sa première apparition dans l'élite).

## Participants
| \| Paris SG LOSC Lille Olympique lyonnais · AS Saint-Étienne · Olympique de Marseille Montpellier HSC Stade de Reims · OGC Nice · RC Strasbourg Stade rennais FC Angers SCO FC Metz · FC Nantes 0Stade brestois 29 Girondins de Bordeaux · FC Lorient RC Lens Clermont Foot ESTAC Troyes AS Monaco \| Localisation des clubs engagés dans le championnat. |
| Paris SG LOSC Lille Olympique lyonnais · AS Saint-Étienne · Olympique de Marseille Montpellier HSC Stade de Reims · OGC Nice · RC Strasbourg Stade rennais FC Angers SCO FC Metz · FC Nantes 0Stade brestois 29 Girondins de Bordeaux · FC Lorient RC Lens Clermont Foot ESTAC Troyes AS Monaco                                                           |

Vingt équipes participent à cette édition, les dix-huit maintenues de la saison précédente, auxquelles s'ajoutent les deux promus de deuxième division : l'ESTAC Troyes et le Clermont Foot qui fait sa première apparition dans l'élite du football français. Ces deux clubs remplacent les relégués Nîmes et Dijon.
Parmi les 20 clubs, sept n'ont jamais été relégués depuis la fondation de la Ligue 1 en 2002 : l'Olympique de Marseille, les Girondins de Bordeaux, le Stade rennais, l'Olympique lyonnais, le LOSC Lille, l'OGC Nice et le Paris Saint-Germain.
| Club                   | Dernière montée | Classement 2020-2021 | Entraîneur           | Depuis | Stade                   | Capacité en L1 | Nombre de saisons en L1 |
| ---------------------- | --------------- | -------------------- | -------------------- | ------ | ----------------------- | -------------- | ----------------------- |
| LOSC Lille             | 2000            | 1er                  | Jocelyn Gourvennec   | 2021   | Stade Pierre-Mauroy     | 49 712         | 61                      |
| Paris Saint-Germain    | 1974            | 2e                   | Mauricio Pochettino  | 2021   | Parc des Princes        | 47 929         | 48                      |
| AS Monaco              | 2013            | 3e                   | Philippe Clement     | 2022   | Stade Louis-II          | 16 500         | 62                      |
| Olympique lyonnais     | 1989            | 4e                   | Peter Bosz           | 2021   | Groupama Stadium        | 57 206         | 62                      |
| Olympique de Marseille | 1996            | 5e                   | Jorge Sampaoli       | 2021   | Orange Vélodrome        | 66 226         | 71                      |
| Stade rennais FC       | 1994            | 6e                   | Bruno Génésio        | 2021   | Roazhon Park            | 29 778         | 64                      |
| RC Lens                | 2020            | 7e                   | Franck Haise         | 2020   | Stade Bollaert-Delelis  | 38 223         | 59                      |
| Montpellier HSC        | 2009            | 8e                   | Olivier Dall'Oglio   | 2021   | Stade de la Mosson      | 22 000         | 29                      |
| OGC Nice               | 2002            | 9e                   | Christophe Galtier   | 2021   | Allianz Riviera         | 35 596         | 62                      |
| FC Metz                | 2019            | 10e                  | Frédéric Antonetti   | 2020   | Stade Saint-Symphorien  | 28 000         | 63                      |
| AS Saint-Étienne       | 2004            | 11e                  | Pascal Dupraz        | 2021   | Stade Geoffroy-Guichard | 41 965         | 68                      |
| Girondins de Bordeaux  | 1992            | 12e                  | David Guion          | 2022   | Matmut Atlantique       | 42 115         | 68                      |
| Angers SCO             | 2015            | 13e                  | Gérald Baticle       | 2021   | Stade Raymond-Kopa      | 14 582         | 29                      |
| Stade de Reims         | 2018            | 14e                  | Óscar García Junyent | 2021   | Stade Auguste-Delaune   | 20 546         | 37                      |
| RC Strasbourg          | 2017            | 15e                  | Julien Stéphan       | 2021   | Stade de la Meinau      | 26 109         | 60                      |
| FC Lorient             | 2020            | 16e                  | Christophe Pélissier | 2019   | Stade du Moustoir       | 18 500         | 14                      |
| Stade brestois 29      | 2019            | 17e                  | Michel Der Zakarian  | 2021   | Stade Francis-Le Blé    | 14 920         | 15                      |
| FC Nantes              | 2013            | 18e                  | Antoine Kombouaré    | 2021   | Stade de la Beaujoire   | 35 322         | 53                      |
| ESTAC Troyes           | 2021            | 1er (Ligue 2)        | Bruno Irles          | 2022   | Stade de l'Aube         | 20 400         | 17                      |
| Clermont Foot 63       | 2021            | 2e (Ligue 2)         | Pascal Gastien       | 2017   | Stade Gabriel-Montpied  | 12 768         | 0                       |

Légende des couleurs
- Phase de groupes de la Ligue des champions 2021-2022
- 3e tour de qualification de la Ligue des champions 2021-2022
- Phase de groupes de la Ligue Europa 2021-2022
- Tour de barrages de la Ligue Europa Conférence 2021-2022
- Promu de Ligue 2 2020-2021

### Changements d'entraîneur
| Club                  | Entraîneur(s) partant(s) | Motif du départ            | Date de départ   | Position   | Entraîneur(s) arrivant(s) | Date d'arrivée   |
| --------------------- | ------------------------ | -------------------------- | ---------------- | ---------- | ------------------------- | ---------------- |
| Angers SCO            | Stéphane Moulin          | Fin de contrat             | 23 mai 2021      | Pré-saison | Gérald Baticle            | 27 mai 2021      |
| Montpellier HSC       | Michel Der Zakarian      | Fin de contrat             | 23 mai 2021      | Pré-saison | Olivier Dall'Oglio        | 1er juin 2021    |
| OGC Nice              | Adrian Ursea             | Fin de l'intérim           | 23 mai 2021      | Pré-saison | Christophe Galtier        | 28 juin 2021     |
| RC Strasbourg         | Thierry Laurey           | Fin de contrat             | 24 mai 2021      | Pré-saison | Julien Stéphan            | 28 mai 2021      |
| Olympique lyonnais    | Rudi Garcia              | Fin de contrat             | 24 mai 2021      | Pré-saison | Peter Bosz                | 29 mai 2021      |
| Stade de Reims        | David Guion              | Renvoi                     | 25 mai 2021      | Pré-saison | Óscar García Junyent      | 23 juin 2021     |
| Stade brestois 29     | Olivier Dall'Oglio       | Contrat dans un autre club | 1er juin 2021    | Pré-saison | Michel Der Zakarian       | 22 juin 2021     |
| LOSC Lille            | Christophe Galtier       | Contrat dans un autre club | 28 juin 2021     | Pré-saison | Jocelyn Gourvennec        | 5 juillet 2021   |
| Girondins de Bordeaux | Jean-Louis Gasset        | Changement de propriétaire | 27 juillet 2021  | Pré-saison | Vladimir Petković         | 28 juillet 2021  |
| AS Saint-Étienne      | Claude Puel              | Renvoi                     | 5 décembre 2021  | 20e        | Julien Sablé              | 7 décembre 2021  |
| AS Saint-Étienne      | Julien Sablé             | Fin de l'intérim           | 14 décembre 2021 | 20e        | Pascal Dupraz             | 14 décembre 2021 |
| ESTAC Troyes          | Laurent Batlles          | Consentement mutuel        | 30 décembre 2021 | 15e        | Erick Mombaerts           | 30 décembre 2021 |
| AS Monaco             | Niko Kovač               | Renvoi                     | 1er janvier 2022 | 6e         | Stéphane Nado             | 1er janvier 2022 |
| ESTAC Troyes          | Erick Mombaerts          | Fin de l'intérim           | 3 janvier 2022   | 15e        | Bruno Irles               | 3 janvier 2022   |
| AS Monaco             | Stéphane Nado            | Fin de l'intérim           | 3 janvier 2022   | 6e         | Philippe Clement          | 3 janvier 2022   |
| Girondins de Bordeaux | Vladimir Petković        | Renvoi                     | 12 février 2022  | 19e        | Jaroslav Plašil           | 12 février 2022  |
| Girondins de Bordeaux | Jaroslav Plašil          | Fin de l'intérim           | 17 février 2022  | 20e        | David Guion               | 17 février 2022  |

### Principaux transferts de joueurs
Ci-dessous les tableaux regroupant les transferts de joueurs lors des mercatos d'été et d'hiver pour la saison 2021-2022. Ces tableaux ne font apparaître que les joueurs pour lesquels un échange financier a eu lieu entre les clubs concernés (hors éventuels bonus). Ces tableaux ne comptent donc ni les prêts ni les transferts libres.

### Propriétaires et investisseurs majoritaires
Depuis le début de la saison précédente, de nouveaux investisseurs ont acquis la propriété de trois clubs : le LOSC Lille, les Girondins de Bordeaux et l'ESTAC Troyes. Ce dernier à la particularité de devenir un club filiale du club anglais Manchester City. Le budget du Paris Saint-Germain reste le plus important, marquant toutefois une baisse de 50 M€ par rapport à la saison 2020-2021.
| Club                   | Budget en M€ | Actionnaire majoritaire          | Depuis |
| ---------------------- | ------------ | -------------------------------- | ------ |
| Angers SCO             | 41           | Saïd Chabane                     | 2011   |
| Girondins de Bordeaux  | 112          | Gérard Lopez                     | 2021   |
| Stade brestois 29      | 32           | Denis Le Saint                   | 2016   |
| Clermont Foot 63       | 20           | Ahmet Schaefer                   | 2019   |
| LOSC Lille             | 147          | Merlyn Partners SCSp             | 2020   |
| RC Lens                | 43           | Joseph Oughourlian               | 2016   |
| FC Lorient             | 50           | Loïc Féry                        | 2009   |
| Olympique lyonnais     | 250          | OL Groupe                        | 1999   |
| Olympique de Marseille | 250          | Frank McCourt                    | 2016   |
| FC Metz                | 50           | Bernard Serin                    | 2009   |
| AS Monaco              | 215          | Dmitri Rybolovlev                | 2011   |
| Montpellier HSC        | 44           | Groupe Nicollin                  | 1974   |
| FC Nantes              | 65           | Waldemar Kita                    | 2007   |
| OGC Nice               | 90           | Ineos                            | 2019   |
| Paris Saint-Germain    | 500          | Qatar Sports Investments         | 2011   |
| Stade de Reims         | 60           | Jean-Pierre Caillot              | 2004   |
| Stade rennais FC       | 110          | Artémis                          | 1998   |
| AS Saint-Étienne       | 70           | Bernard Caïazzo / Roland Romeyer | 2004   |
| RC Strasbourg          | 45           | Marc Keller                      | 2012   |
| ESTAC Troyes           | 30           | City Football Group              | 2020   |

## Compétition

### Les temps forts de la saison
Lors de la troisième journée, des jets de projectiles puis un envahissement du terrain provoquent l'interruption du match entre l'OGC Nice et l'Olympique de Marseille. Les joueurs de l'OM refusant de reprendre le match après près d'une heure et demi d'interruption, le match est définitivement arrêté. Ces graves incidents avec des supporters font suite à ceux qui se sont déroulés précédemment à Montpellier et suscitent des réactions importantes.

### Classement général et résultats
Le classement est calculé avec le barème de points suivant : une victoire vaut trois points, le match nul un. La défaite ne rapporte aucun point.
À égalité de points, les critères de départage sont les suivants :
1. plus grande différence de buts générale ;
2. plus grand nombre de points dans les confrontations directes ;
3. plus grande différence de buts particulière ;
4. plus grand nombre de buts dans les confrontations directes ;
5. plus grand nombre de buts à l'extérieur dans les confrontations directes ;
6. plus grand nombre de buts marqués ;
7. plus grand nombre de buts marqués à l'extérieur ;
8. meilleure place au Challenge du Fair-play (un point par joueur averti, trois points par joueur exclu).

Les règles 2, 3, 4, 5 de départage des clubs lors des rencontres disputées entre eux ne peuvent s’appliquer que si les deux matchs les ayant opposés ont été joués.
Tant que ces deux matchs ne se sont pas déroulés, les règles 6, 7, 8 s’appliquent en priorité dans l’ordre de leur énoncé.

#### Classement
Source : Classement sur le site de la Ligue 1.
| Rang | Équipe                 | Pts  | J  | G  | N  | P  | Bp | Bc | Diff |
| ---- | ---------------------- | ---- | -- | -- | -- | -- | -- | -- | ---- |
| 1    | Paris Saint-Germain    | 86   | 38 | 26 | 8  | 4  | 90 | 36 | +54  |
| 2    | Olympique de Marseille | 71   | 38 | 21 | 8  | 9  | 63 | 38 | +25  |
| 3    | AS Monaco FC           | 69   | 38 | 20 | 9  | 9  | 65 | 40 | +25  |
| 4    | Stade rennais FC       | 66   | 38 | 20 | 6  | 12 | 82 | 40 | +42  |
| 5    | OGC Nice               | 66-1 | 38 | 20 | 7  | 11 | 52 | 36 | +16  |
| 6    | RC Strasbourg          | 63   | 38 | 17 | 12 | 9  | 60 | 43 | +17  |
| 7    | RC Lens                | 62   | 38 | 17 | 11 | 10 | 62 | 48 | +14  |
| 8    | Olympique lyonnais     | 61-1 | 38 | 17 | 11 | 10 | 66 | 51 | +15  |
| 9    | FC Nantes C            | 55   | 38 | 15 | 10 | 13 | 55 | 48 | +7   |
| 10   | LOSC Lille T S         | 55   | 38 | 14 | 13 | 11 | 48 | 48 | 0    |
| 11   | Stade brestois 29      | 48   | 38 | 13 | 9  | 16 | 49 | 57 | -8   |
| 12   | Stade de Reims         | 46   | 38 | 11 | 13 | 14 | 43 | 44 | -1   |
| 13   | Montpellier HSC        | 43   | 38 | 12 | 7  | 19 | 49 | 61 | -12  |
| 14   | Angers SCO             | 41   | 38 | 10 | 11 | 17 | 44 | 55 | -11  |
| 15   | ESTAC Troyes P         | 38   | 38 | 9  | 11 | 18 | 37 | 53 | -16  |
| 16   | FC Lorient             | 36   | 38 | 8  | 12 | 18 | 35 | 63 | -28  |
| 17   | Clermont Foot 63 P     | 36   | 38 | 9  | 9  | 20 | 38 | 69 | -31  |
| 18   | AS Saint-Étienne       | 32   | 38 | 7  | 11 | 20 | 42 | 77 | -35  |
| 19   | FC Metz                | 31   | 38 | 6  | 13 | 19 | 35 | 69 | -34  |
| 20   | Girondins de Bordeaux  | 31   | 38 | 6  | 13 | 19 | 52 | 91 | -39  |

Qualifications européennes
Ligue des champions 2022-2023
- 1er et 2e : phase de groupes
- 3e : troisième tour de qualification

Ligue Europa 2022-2023
- C et 4e : phase de groupes

Ligue Europa Conférence 2022-2023
- 5e : tour de barrages

Relégation en Ligue 2 2022-2023
- 18e : barrages de relégation
- 19e et 20e : relégation

Abréviations

#### Matchs
| Résultats (▼dom., ►ext.)                                   | SCO | GDB | SB29 | CF63 | RCL | LOSC | FCL | OL  | OM  | FCM | ASM | MHSC | FCN | OGCN | PSG | SDR | SRFC | ASSE | RCSA | ESTAC |
| Angers SCO                                                 |     | 4-1 | 1-0  | 0-1  | 1-2 | 1-1  | 1-0 | 3-0 | 0-0 | 3-2 | 1-3 | 2-0  | 1-4 | 1-2  | 0-3 | 0-1 | 2-0  | 0-1  | 0-1  | 2-1   |
| Girondins de Bordeaux                                      | 1-1 |     | 1-2  | 0-2  | 2-3 | 2-3  | 0-0 | 2-2 | 0-1 | 3-1 | 1-1 | 0-2  | 1-1 | 0-1  | 2-3 | 3-2 | 1-1  | 2-2  | 4-3  | 0-2   |
| Stade brestois 29                                          | 1-1 | 2-4 |      | 2-0  | 4-0 | 2-0  | 0-1 | 2-1 | 1-4 | 1-2 | 2-0 | 0-4  | 1-1 | 0-3  | 2-4 | 1-1 | 1-1  | 1-0  | 0-1  | 5-1   |
| Clermont Foot 63                                           | 2-2 | 1-1 | 1-1  |      | 2-2 | 1-0  | 0-2 | 1-2 | 0-1 | 2-2 | 1-3 | 2-1  | 2-3 | 1-2  | 1-6 | 0-0 | 2-1  | 1-2  | 0-2  | 2-0   |
| RC Lens                                                    | 2-2 | 3-2 | 0-1  | 3-1  |     | 1-0  | 2-2 | 1-1 | 0-2 | 4-1 | 2-2 | 2-0  | 2-2 | 3-0  | 1-1 | 2-0 | 1-0  | 2-2  | 0-1  | 4-0   |
| LOSC Lille                                                 | 1-1 | 0-0 | 1-1  | 4-0  | 1-2 |      | 3-1 | 0-0 | 2-0 | 0-0 | 1-2 | 2-1  | 1-1 | 0-4  | 1-5 | 2-1 | 2-2  | 0-0  | 1-0  | 2-1   |
| FC Lorient                                                 | 0-0 | 1-1 | 1-2  | 1-1  | 2-0 | 2-1  |     | 1-4 | 0-3 | 1-0 | 1-0 | 0-1  | 0-1 | 1-0  | 1-1 | 1-2 | 0-2  | 6-2  | 0-0  | 1-1   |
| Olympique lyonnais                                         | 3-2 | 6-1 | 1-1  | 3-3  | 2-1 | 0-1  | 1-1 |     | 2-1 | 1-1 | 2-0 | 5-2  | 3-2 | 2-0  | 1-1 | 1-2 | 2-4  | 1-0  | 3-1  | 3-1   |
| Olympique de Marseille                                     | 5-2 | 2-2 | 1-2  | 0-2  | 2-3 | 1-1  | 4-1 | 0-3 |     | 0-0 | 0-1 | 2-0  | 3-2 | 2-1  | 0-0 | 1-1 | 2-0  | 3-1  | 4-0  | 1-0   |
| FC Metz                                                    | 1-0 | 3-3 | 0-1  | 1-1  | 0-0 | 3-3  | 4-1 | 3-2 | 1-2 |     | 1-2 | 1-3  | 0-0 | 0-2  | 1-2 | 1-1 | 0-3  | 1-1  | 0-2  | 0-2   |
| AS Monaco                                                  | 2-0 | 3-0 | 4-2  | 4-0  | 0-2 | 2-2  | 0-0 | 2-0 | 0-2 | 4-0 |     | 3-1  | 1-1 | 1-0  | 3-0 | 1-2 | 2-1  | 3-1  | 1-1  | 2-1   |
| Montpellier HSC                                            | 4-1 | 3-3 | 1-2  | 1-0  | 1-0 | 0-1  | 3-1 | 0-1 | 2-3 | 2-2 | 3-2 |      | 2-0 | 0-0  | 0-4 | 0-0 | 2-4  | 2-0  | 1-1  | 0-1   |
| FC Nantes                                                  | 1-1 | 5-3 | 3-1  | 2-1  | 3-2 | 0-1  | 4-2 | 0-1 | 0-1 | 2-0 | 0-0 | 2-0  |     | 0-2  | 3-1 | 1-0 | 2-1  | 1-1  | 2-2  | 2-0   |
| OGC Nice                                                   | 1-0 | 4-0 | 2-1  | 0-1  | 2-1 | 1-3  | 2-1 | 3-2 | 1-1 | 0-1 | 2-2 | 0-1  | 2-1 |      | 1-0 | 0-0 | 1-1  | 4-2  | 0-3  | 1-0   |
| Paris Saint-Germain                                        | 2-1 | 3-0 | 2-0  | 4-0  | 1-1 | 2-1  | 5-1 | 2-1 | 2-1 | 5-0 | 2-0 | 2-0  | 3-1 | 0-0  |     | 4-0 | 1-0  | 3-1  | 4-2  | 2-2   |
| Stade de Reims                                             | 1-2 | 5-0 | 1-1  | 1-0  | 1-2 | 2-1  | 0-0 | 0-0 | 0-1 | 0-1 | 0-0 | 3-3  | 3-1 | 2-3  | 0-2 |     | 2-3  | 2-0  | 1-1  | 1-2   |
| Stade rennais FC                                           | 2-0 | 6-0 | 2-0  | 6-0  | 1-1 | 1-2  | 5-0 | 4-1 | 2-0 | 6-1 | 2-3 | 2-0  | 1-0 | 1-2  | 2-0 | 0-2 |      | 2-0  | 1-0  | 4-1   |
| AS Saint-Étienne                                           | 2-2 | 1-2 | 2-1  | 3-2  | 1-2 | 1-1  | 1-1 | 1-1 | 2-4 | 1-0 | 1-4 | 3-1  | 0-1 | 0-3  | 1-3 | 1-2 | 0-5  |      | 2-2  | 1-1   |
| RC Strasbourg                                              | 0-2 | 5-2 | 3-1  | 1-0  | 1-0 | 1-2  | 4-0 | 1-1 | 0-2 | 3-0 | 1-0 | 3-1  | 1-0 | 0-0  | 3-3 | 1-1 | 2-1  | 5-1  |      | 1-1   |
| ESTAC Troyes                                               | 1-1 | 1-2 | 1-1  | 0-1  | 1-3 | 3-0  | 2-0 | 0-1 | 1-1 | 0-0 | 1-2 | 1-1  | 1-0 | 1-0  | 1-2 | 1-0 | 2-2  | 0-1  | 1-1  |       |
| - Victoire à domicile - Match nul - Victoire à l'extérieur |     |     |      |      |     |      |     |     |     |     |     |      |     |      |     |     |      |      |      |       |

#### Barrages de relégation
Les barrages de relégation consistent en une confrontation aller-retour entre le dix-huitième de Ligue 1 et le vainqueur du match 2 des barrages de Ligue 2 2021-2022. Le match aller se joue sur le terrain du club de Ligue 2, le retour sur celui du club de Ligue 1. Le vainqueur de ces barrages obtient une place pour le championnat de Ligue 1 2022-2023 tandis que le perdant va en Ligue 2.
| Match aller             | (L2) AJ Auxerre | 1 - 1   | AS Saint-Étienne (L1) | Stade de l'Abbé-Deschamps, Auxerre                                                      |                                                                                         |
| Jeudi 26 mai 2022 19:00 | Perrin 86e      | (0 - 1) | 15e Youssouf          | Spectateurs : 17 479 Diffuseur : beIN Sports 1 et Prime Video Arbitrage : Benoît Millot | Spectateurs : 17 479 Diffuseur : beIN Sports 1 et Prime Video Arbitrage : Benoît Millot |
| Jeudi 26 mai 2022 19:00 | Bernard 49e     |         | 57e Bouanga           | Spectateurs : 17 479 Diffuseur : beIN Sports 1 et Prime Video Arbitrage : Benoît Millot | Spectateurs : 17 479 Diffuseur : beIN Sports 1 et Prime Video Arbitrage : Benoît Millot |

| Match retour               | (L1) AS Saint-Étienne                           | 1 - 1 a. p.           | AJ Auxerre (L2)                                 | Stade Geoffroy-Guichard, Saint-Étienne                                                   |                                                                                          |
| Dimanche 29 mai 2022 19:00 | Camara 76e                                      | (0 - 0, 1 - 1, 1 – 1) | 51e Sakhi                                       | Spectateurs : 24 489 Diffuseur : beIN Sports 1 et Prime Video Arbitrage : Antony Gautier | Spectateurs : 24 489 Diffuseur : beIN Sports 1 et Prime Video Arbitrage : Antony Gautier |
| Dimanche 29 mai 2022 19:00 |                                                 | 89e Touré ·           |                                                 | Spectateurs : 24 489 Diffuseur : beIN Sports 1 et Prime Video Arbitrage : Antony Gautier | Spectateurs : 24 489 Diffuseur : beIN Sports 1 et Prime Video Arbitrage : Antony Gautier |
| Dimanche 29 mai 2022 19:00 | Boudebouz · Nordin · Trauco · Dioussé · Bouanga | Tirs au but 4 - 5     | Dugimont · Jubal · Perrin · Charbonnier · Touré | Spectateurs : 24 489 Diffuseur : beIN Sports 1 et Prime Video Arbitrage : Antony Gautier | Spectateurs : 24 489 Diffuseur : beIN Sports 1 et Prime Video Arbitrage : Antony Gautier |

## Statistiques

### Domicile et extérieur
| Rang | Équipe                 | Pts | J  | G  | N | P | Bp | Bc | Diff |
| ---- | ---------------------- | --- | -- | -- | - | - | -- | -- | ---- |
| 1    | Paris Saint-Germain    | 51  | 19 | 16 | 3 | 0 | 49 | 12 | +37  |
| 2    | Stade rennais FC       | 43  | 19 | 14 | 1 | 4 | 50 | 13 | +37  |
| 3    | AS Monaco              | 40  | 19 | 12 | 4 | 3 | 38 | 16 | +22  |
| 4    | RC Strasbourg          | 38  | 19 | 11 | 5 | 3 | 36 | 18 | +18  |
| 5    | Olympique lyonnais     | 38  | 19 | 11 | 5 | 3 | 42 | 25 | +17  |
| 6    | FC Nantes              | 37  | 19 | 11 | 4 | 4 | 33 | 20 | +13  |
| 7    | OGC Nice               | 34  | 19 | 10 | 4 | 5 | 27 | 21 | +6   |
| 8    | RC Lens                | 34  | 19 | 9  | 7 | 3 | 35 | 21 | +14  |
| 9    | Olympique de Marseille | 32  | 19 | 9  | 5 | 5 | 33 | 22 | +11  |
| 10   | LOSC Lille             | 29  | 19 | 7  | 8 | 4 | 24 | 22 | +2   |
| 11   | Montpellier HSC        | 26  | 19 | 7  | 5 | 7 | 27 | 26 | +1   |
| 12   | Angers SCO             | 26  | 19 | 8  | 2 | 9 | 23 | 23 | 0    |
| 13   | Stade brestois 29      | 25  | 19 | 7  | 4 | 8 | 28 | 29 | -1   |
| 14   | FC Lorient             | 24  | 19 | 6  | 6 | 7 | 20 | 22 | -2   |
| 15   | ESTAC Troyes           | 22  | 19 | 5  | 7 | 7 | 19 | 19 | 0    |
| 16   | Stade de Reims         | 21  | 19 | 5  | 6 | 8 | 25 | 23 | +2   |
| 17   | Clermont Foot 63       | 18  | 19 | 4  | 6 | 9 | 22 | 33 | -11  |
| 18   | AS Saint-Étienne       | 18  | 19 | 4  | 7 | 9 | 24 | 38 | -14  |
| 19   | Girondins de Bordeaux  | 16  | 19 | 3  | 7 | 9 | 25 | 33 | -8   |
| 20   | FC Metz                | 16  | 19 | 3  | 7 | 9 | 21 | 31 | -10  |

| Rang | Équipe                 | Pts | J  | G  | N | P  | Bp | Bc | Diff |
| ---- | ---------------------- | --- | -- | -- | - | -- | -- | -- | ---- |
| 1    | Olympique de Marseille | 39  | 19 | 12 | 3 | 4  | 30 | 16 | +14  |
| 2    | Paris Saint-Germain    | 35  | 19 | 10 | 5 | 4  | 41 | 24 | +17  |
| 3    | OGC Nice               | 33  | 19 | 10 | 3 | 6  | 25 | 15 | +10  |
| 4    | AS Monaco              | 29  | 19 | 8  | 5 | 6  | 27 | 25 | +2   |
| 5    | RC Lens                | 28  | 19 | 8  | 4 | 7  | 27 | 28 | -1   |
| 6    | LOSC Lille             | 26  | 19 | 7  | 5 | 7  | 24 | 26 | -2   |
| 7    | RC Strasbourg          | 25  | 19 | 6  | 7 | 6  | 24 | 25 | -1   |
| 8    | Stade de Reims         | 25  | 19 | 6  | 7 | 6  | 18 | 21 | -3   |
| 9    | Olympique lyonnais     | 24  | 19 | 6  | 6 | 7  | 24 | 26 | -2   |
| 10   | Stade rennais FC       | 23  | 19 | 6  | 5 | 8  | 32 | 27 | +5   |
| 11   | Stade brestois 29      | 23  | 19 | 6  | 5 | 8  | 21 | 28 | -7   |
| 12   | FC Nantes              | 18  | 19 | 4  | 6 | 9  | 22 | 28 | -6   |
| 13   | Clermont Foot 63       | 18  | 19 | 5  | 3 | 11 | 16 | 36 | -20  |
| 14   | Montpellier HSC        | 17  | 19 | 5  | 2 | 12 | 22 | 35 | -13  |
| 15   | ESTAC Troyes           | 16  | 19 | 4  | 4 | 11 | 18 | 34 | -16  |
| 16   | Angers SCO             | 15  | 19 | 2  | 9 | 8  | 21 | 32 | -11  |
| 17   | FC Metz                | 15  | 19 | 3  | 6 | 10 | 14 | 38 | -24  |
| 18   | Girondins de Bordeaux  | 15  | 19 | 3  | 6 | 10 | 27 | 58 | -31  |
| 19   | AS Saint-Étienne       | 14  | 19 | 3  | 5 | 11 | 18 | 39 | -21  |
| 20   | FC Lorient             | 12  | 19 | 2  | 6 | 11 | 15 | 41 | -26  |

### Évolution du classement
| Journée →   | 1  | 2  | 3  | 4  | 5  | 6  | 7  | 8  | 9  | 10 | 11 | 12 | 13 | 14 | 15 | 16 | 17 | 18 | 19 | 20 | 21 | 22 | 23 | 24 | 25 | 26 | 27 | 28 | 29 | 30 | 31 | 32 | 33 | 34 | 35 | 36 | 37 | 38 | 1er | bar. | rel. |
| Équipe ↓    |    |    |    |    |    |    |    |    |    |    |    |    |    |    |    |    |    |    |    |    |    |    |    |    |    |    |    |    |    |    |    |    |    |    |    |    |    |    |     |      |      |
| ----------- | -- | -- | -- | -- | -- | -- | -- | -- | -- | -- | -- | -- | -- | -- | -- | -- | -- | -- | -- | -- | -- | -- | -- | -- | -- | -- | -- | -- | -- | -- | -- | -- | -- | -- | -- | -- | -- | -- | --- | ---- | ---- |
| Paris       | 4  | 3  | 1  | 1  | 1  | 1  | 1  | 1  | 1  | 1  | 1  | 1  | 1  | 1  | 1  | 1  | 1  | 1  | 1  | 1  | 1  | 1  | 1  | 1  | 1  | 1  | 1  | 1  | 1  | 1  | 1  | 1  | 1  | 1  | 1  | 1  | 1  | 1  | 36  |      |      |
| Marseille   | 3  | 6  | 8  | 5  | 3  | 2  | 2  | 3  | 5  | 3  | 4  | 3  | 4  | 5  | 4  | 2  | 3  | 2  | 3  | 3  | 3  | 3  | 2  | 2  | 2  | 2  | 3  | 2  | 2  | 2  | 2  | 2  | 2  | 2  | 2  | 2  | 3  | 2  |     |      |      |
| Monaco      | 11 | 14 | 19 | 14 | 16 | 14 | 13 | 8  | 6  | 10 | 8  | 10 | 11 | 8  | 9  | 7  | 7  | 8  | 6  | 7  | 6  | 8  | 6  | 6  | 6  | 9  | 8  | 8  | 7  | 6  | 6  | 6  | 5  | 4  | 4  | 3  | 2  | 3  |     |      | 1    |
| Rennes      | 11 | 11 | 5  | 8  | 11 | 16 | 12 | 13 | 11 | 7  | 5  | 5  | 5  | 3  | 2  | 3  | 2  | 3  | 4  | 4  | 5  | 5  | 5  | 5  | 5  | 4  | 4  | 4  | 3  | 3  | 3  | 3  | 3  | 3  | 3  | 5  | 4  | 4  |     |      |      |
| Nice        | 15 | 4  | 6  | 4  | 4  | 5  | 7  | 4  | 3  | 4  | 3  | 2  | 3  | 2  | 3  | 4  | 4  | 4  | 2  | 2  | 2  | 2  | 3  | 3  | 3  | 3  | 2  | 3  | 4  | 5  | 5  | 4  | 6  | 5  | 5  | 4  | 6  | 5  |     |      |      |
| Strasbourg  | 20 | 20 | 20 | 13 | 15 | 12 | 9  | 12 | 12 | 8  | 12 | 7  | 8  | 7  | 8  | 6  | 6  | 7  | 10 | 8  | 4  | 4  | 4  | 4  | 4  | 5  | 5  | 5  | 5  | 4  | 4  | 5  | 4  | 6  | 6  | 6  | 5  | 6  |     |      | 3    |
| Lens        | 9  | 9  | 4  | 6  | 5  | 3  | 4  | 2  | 2  | 2  | 2  | 4  | 2  | 4  | 5  | 5  | 5  | 6  | 9  | 6  | 7  | 9  | 9  | 8  | 10 | 6  | 10 | 9  | 8  | 10 | 8  | 7  | 7  | 7  | 8  | 7  | 7  | 7  |     |      |      |
| Lyon        | 13 | 17 | 16 | 9  | 7  | 9  | 6  | 7  | 10 | 6  | 9  | 6  | 7  | 10 | 7  | 10 | 12 | 13 | 13 | 11 | 11 | 7  | 8  | 7  | 8  | 10 | 9  | 10 | 10 | 9  | 10 | 8  | 8  | 8  | 7  | 8  | 8  | 8  |     |      |      |
| Nantes      | 7  | 5  | 9  | 12 | 14 | 10 | 8  | 10 | 9  | 9  | 7  | 9  | 10 | 11 | 10 | 13 | 13 | 10 | 7  | 9  | 10 | 10 | 10 | 9  | 7  | 7  | 6  | 7  | 9  | 8  | 9  | 10 | 10 | 10 | 9  | 9  | 9  | 9  |     |      |      |
| Lille       | 5  | 18 | 17 | 10 | 12 | 15 | 14 | 9  | 8  | 11 | 10 | 12 | 12 | 12 | 13 | 12 | 11 | 11 | 8  | 10 | 8  | 11 | 11 | 10 | 11 | 8  | 7  | 6  | 6  | 7  | 7  | 9  | 9  | 9  | 10 | 10 | 10 | 10 |     | 1    |      |
| Brest       | 8  | 11 | 14 | 18 | 18 | 18 | 18 | 19 | 19 | 19 | 18 | 18 | 17 | 13 | 12 | 11 | 10 | 12 | 12 | 13 | 13 | 13 | 13 | 12 | 12 | 12 | 12 | 13 | 13 | 12 | 12 | 12 | 12 | 11 | 11 | 11 | 11 | 11 |     | 6    | 3    |
| Reims       | 15 | 10 | 12 | 17 | 10 | 11 | 15 | 11 | 14 | 15 | 16 | 17 | 16 | 15 | 14 | 14 | 14 | 14 | 14 | 14 | 14 | 14 | 14 | 14 | 14 | 13 | 13 | 12 | 12 | 13 | 13 | 13 | 13 | 13 | 12 | 12 | 12 | 12 |     |      |      |
| Montpellier | 17 | 13 | 7  | 11 | 9  | 8  | 10 | 14 | 13 | 13 | 13 | 11 | 6  | 9  | 11 | 9  | 9  | 5  | 5  | 5  | 9  | 6  | 7  | 11 | 9  | 11 | 11 | 11 | 11 | 11 | 11 | 11 | 11 | 12 | 13 | 13 | 13 | 13 |     |      |      |
| Angers      | 2  | 1  | 2  | 2  | 2  | 4  | 3  | 5  | 4  | 5  | 6  | 8  | 9  | 6  | 6  | 8  | 8  | 9  | 11 | 12 | 12 | 12 | 12 | 13 | 13 | 14 | 14 | 14 | 14 | 14 | 14 | 14 | 14 | 14 | 15 | 14 | 14 | 14 | 1   |      |      |
| Troyes      | 18 | 19 | 18 | 20 | 13 | 13 | 17 | 17 | 17 | 16 | 15 | 14 | 14 | 17 | 17 | 15 | 15 | 17 | 15 | 16 | 15 | 16 | 16 | 16 | 17 | 17 | 16 | 15 | 15 | 15 | 15 | 15 | 16 | 16 | 14 | 15 | 15 | 15 |     | 2    | 2    |
| Lorient     | 10 | 7  | 10 | 7  | 8  | 7  | 5  | 6  | 7  | 12 | 11 | 13 | 13 | 14 | 15 | 16 | 16 | 19 | 19 | 18 | 18 | 19 | 17 | 17 | 18 | 16 | 18 | 17 | 16 | 16 | 16 | 16 | 15 | 15 | 16 | 17 | 17 | 16 |     | 4    | 3    |
| Clermont    | 1  | 2  | 3  | 3  | 6  | 6  | 11 | 15 | 15 | 14 | 14 | 15 | 15 | 18 | 18 | 17 | 18 | 16 | 16 | 15 | 17 | 15 | 15 | 15 | 15 | 15 | 15 | 16 | 17 | 17 | 17 | 18 | 17 | 17 | 17 | 16 | 16 | 17 | 1   | 4    |      |
| St-Étienne  | 14 | 8  | 11 | 16 | 19 | 19 | 19 | 20 | 20 | 20 | 20 | 20 | 19 | 19 | 20 | 20 | 20 | 20 | 20 | 20 | 20 | 20 | 20 | 18 | 16 | 19 | 17 | 18 | 18 | 18 | 18 | 17 | 18 | 18 | 18 | 18 | 19 | 18 |     | 10   | 21   |
| Metz        | 6  | 15 | 13 | 15 | 17 | 20 | 20 | 18 | 18 | 18 | 19 | 19 | 20 | 20 | 19 | 19 | 19 | 18 | 18 | 19 | 16 | 18 | 18 | 19 | 19 | 18 | 19 | 19 | 19 | 19 | 20 | 20 | 20 | 20 | 20 | 19 | 18 | 19 |     | 9    | 23   |
| Bordeaux    | 19 | 16 | 15 | 19 | 20 | 17 | 16 | 16 | 16 | 17 | 17 | 16 | 18 | 16 | 16 | 18 | 17 | 15 | 17 | 17 | 19 | 17 | 19 | 20 | 20 | 20 | 20 | 20 | 20 | 20 | 19 | 19 | 19 | 19 | 19 | 20 | 20 | 20 |     | 2    | 19   |

À l’issue de la 1re journée, les équipes de Monaco et Rennes étaient classées à la 11e place car ex æquo selon tous les points du règlement, de même pour Nice et Reims à la 15e place. Idem après la 2e journée pour Brest et Rennes à la 11e place.
En gras et italique, les équipes comptant un match en retard (exemple : 8 pour Marseille à l’issue de la 3e journée)  :
1. ↑  À l’issue de la 14e journée, la Ligue de football professionnel (LFP) n’a pas entériné le score de la rencontre du 21 novembre entre Lyon et Marseille interrompue à 0-0 dès la 4e minute après le jet d’un projectile depuis la tribune sur Dimitri Payet, joueur marseillais. Le 8 décembre, avant la 18e journée, le match est déclaré comme devant être rejoué à huis clos à Lyon, Lyon recevant aussi un point ferme de pénalité pris en compte dans ce tableau dès la 18e journée (Marseille a fait appel de la sanction, appel rejeté le 5 janvier, et Lyon n’avait pas fait appel*). Le 19 janvier, il est annoncé que le match sera rejoué le 1er ou le 10 février selon le résultat de Marseille en seizième de finale de Coupe de France ; Marseille qualifié pour les quarts de finale de Coupe, le match a été rejoué le 1er février après la 22e journée.

 *« Incidents lors d’OL-OM : l’appel de Marseille a été rejeté », article du 5 janvier 2022, consulté le 21 avril 2022, sur LeParisien.fr.
2. ↑  Clermont-Strasbourg, rencontre comptant pour la 19e journée, est reportée en raison du brouillard. Le match est joué après la 21e journée.
3. ↑  Angers-Saint-Étienne, Lille-Lorient et Montpellier-Troyes, rencontres comptant pour la 20e journée, sont reportées en raison d’un trop grand nombre de cas positifs, dans certains effectifs, au coronavirus responsable du covid-19. Les matchs opposants Lille-Lorient et Montpellier-Troyes sont joués après la 21e journée ; et le match entre Angers-Saint Étienne après la 22e.
4. ↑  Le FC Nantes remportant la Coupe de France, le club est automatiquement qualifié pour la Ligue Europa 2022-2023 quel que soit son classement final.

#### Résultats par match
| Journée ╱ Équipe | 1 | 2 | 3 | 4 | 5 | 6 | 7 | 8 | 9 | 10 | 11 | 12 | 13 | 14 | 15 | 16 | 17 | 18 | 19 | 20 | 21 | 22 | 23 | 24 | 25 | 26 | 27 | 28 | 29 | 30 | 31 | 32 | 33 | 34 | 35 | 36 | 37 | 38 |
| ---------------- | - | - | - | - | - | - | - | - | - | -- | -- | -- | -- | -- | -- | -- | -- | -- | -- | -- | -- | -- | -- | -- | -- | -- | -- | -- | -- | -- | -- | -- | -- | -- | -- | -- | -- | -- |
| Angers           | V | V | N | V | N | D | N | N | V | D  | N  | D  | N  | V  | N  | D  | V  | D  | D  | D  | N  | V  | D  | D  | D  | D  | D  | D  | V  | D  | N  | N  | D  | N  | D  | V  | D  | V  |
| Bordeaux         | D | N | N | D | D | V | N | N | D | N  | N  | V  | D  | N  | D  | D  | N  | V  | D  | D  | D  | V  | D  | D  | N  | N  | D  | D  | D  | N  | V  | D  | N  | D  | D  | D  | N  | V  |
| Brest            | N | N | D | D | N | N | D | D | D | N  | N  | V  | V  | V  | V  | V  | V  | D  | N  | D  | D  | V  | D  | V  | N  | D  | V  | D  | D  | V  | N  | D  | V  | V  | V  | D  | D  | D  |
| Clermont         | V | V | N | N | D | N | D | D | N | V  | D  | D  | D  | D  | D  | N  | D  | V  | D  | N  | D  | V  | V  | D  | V  | N  | D  | D  | D  | D  | D  | N  | V  | N  | D  | V  | D  | D  |
| Lens             | N | N | V | N | V | V | D | V | V | D  | V  | D  | V  | D  | N  | N  | N  | D  | D  | V  | V  | D  | D  | V  | N  | V  | D  | N  | V  | D  | V  | V  | V  | N  | N  | V  | V  | N  |
| Lille            | N | D | N | V | D | D | V | V | V | D  | N  | D  | N  | N  | N  | V  | V  | N  | V  | V  | N  | D  | D  | V  | N  | V  | V  | N  | V  | N  | N  | D  | D  | V  | D  | D  | V  | N  |
| Lorient          | N | V | D | N | V | N | V | N | N | D  | N  | D  | D  | D  | D  | D  | D  | D  | N  | D  | N  | D  | V  | N  | D  | V  | D  | V  | N  | D  | V  | D  | V  | D  | D  | D  | N  | N  |
| Lyon             | N | D | N | V | V | D | V | N | N | V  | D  | V  | D  | V  | V  | D  | N  | N  | N  | N  | V  | V  | V  | V  | N  | D  | V  | D  | N  | V  | N  | V  | D  | V  | V  | D  | V  | V  |
| Marseille        | V | N | N | V | V | V | N | D | D | V  | N  | V  | N  | D  | V  | V  | D  | V  | N  | V  | N  | V  | V  | V  | D  | N  | D  | V  | V  | V  | V  | D  | V  | V  | D  | V  | D  | V  |
| Metz             | N | D | N | N | D | D | D | V | D | D  | D  | N  | N  | N  | V  | D  | D  | V  | N  | D  | V  | D  | N  | D  | N  | N  | D  | N  | D  | D  | D  | N  | D  | D  | N  | V  | V  | D  |
| Monaco           | N | D | D | V | D | N | V | V | V | D  | V  | D  | N  | N  | N  | V  | V  | D  | V  | N  | V  | D  | V  | N  | N  | D  | V  | D  | V  | V  | V  | V  | V  | V  | V  | V  | V  | N  |
| Montpellier      | D | N | V | D | V | N | N | D | N | V  | D  | V  | V  | D  | D  | V  | V  | V  | V  | D  | D  | V  | D  | D  | V  | D  | D  | N  | V  | D  | D  | N  | D  | D  | N  | D  | D  | D  |
| Nantes           | N | V | D | D | D | V | V | D | V | N  | V  | D  | N  | D  | N  | D  | V  | V  | V  | N  | D  | V  | D  | V  | V  | N  | V  | D  | D  | V  | N  | N  | D  | V  | N  | V  | D  | N  |
| Nice             | N | V | N | V | V | N | D | V | V | D  | V  | V  | D  | V  | D  | N  | D  | V  | V  | V  | V  | V  | D  | D  | V  | N  | V  | N  | D  | N  | D  | V  | D  | V  | V  | V  | D  | V  |
| Paris            | V | V | V | V | V | V | V | V | D | V  | N  | V  | V  | V  | V  | N  | N  | V  | N  | N  | V  | V  | V  | V  | D  | V  | D  | V  | D  | V  | V  | V  | V  | N  | N  | N  | V  | V  |
| Reims            | N | N | N | D | V | N | D | V | D | N  | D  | D  | N  | N  | V  | V  | D  | V  | N  | N  | D  | D  | V  | D  | N  | V  | N  | V  | N  | D  | D  | N  | V  | D  | V  | D  | V  | D  |
| Rennes           | N | N | V | D | D | D | V | N | V | V  | V  | N  | V  | V  | V  | D  | V  | D  | D  | D  | V  | D  | V  | D  | V  | V  | V  | V  | V  | N  | V  | D  | D  | V  | V  | D  | V  | N  |
| Saint-Étienne    | N | N | N | D | D | D | D | D | N | D  | N  | N  | V  | V  | D  | D  | D  | D  | D  | V  | D  | D  | V  | V  | N  | D  | V  | N  | N  | D  | D  | V  | N  | D  | D  | D  | D  | N  |
| Strasbourg       | D | D | N | V | D | V | V | D | N | V  | D  | V  | N  | N  | N  | V  | V  | D  | V  | V  | V  | D  | V  | V  | N  | N  | N  | V  | N  | V  | N  | N  | V  | D  | N  | V  | V  | D  |
| Troyes           | D | D | N | D | V | N | D | N | D | V  | V  | N  | D  | D  | D  | V  | D  | D  | N  | V  | D  | D  | N  | D  | D  | N  | V  | V  | N  | V  | D  | N  | D  | D  | V  | N  | D  | N  |

### Buts marqués par journée
Ce graphique représente le nombre de buts marqués lors de chaque journée.

### Classement des buteurs
|    | Buteur            | Club                | Buts |
| -- | ----------------- | ------------------- | ---- |
| 1  | Kylian Mbappé     | Paris Saint-Germain | 28   |
| 2  | Wissam Ben Yedder | AS Monaco           | 25   |
| 3  | Martin Terrier    | Stade rennais FC    | 21   |
| 4  | Moussa Dembélé    | Olympique lyonnais  | 21   |
| 5  | Andy Delort       | OGC Nice            | 18   |
| 6  | Gaëtan Laborde    | Stade rennais FC    | 15   |
| 7  | Jonathan David    | LOSC Lille          | 15   |
| 8  | Mohamed Bayo      | Clermont Foot 63    | 14   |
| 9  | Neymar Jr         | Paris Saint-Germain | 13   |
| 10 | Karl Toko-Ekambi  | Olympique lyonnais  | 12   |

| Source : Classement officiel des buteurs de la Ligue 1 Uber Eats. |

### Classement des passeurs
|    | Passeur             | Club                   | Pas. |
| -- | ------------------- | ---------------------- | ---- |
| 1  | Kylian Mbappé       | Paris Saint-Germain    | 17   |
| 2  | Lionel Messi        | Paris Saint-Germain    | 14   |
| 3  | Benjamin Bourigeaud | Stade rennais FC       | 13   |
| 4  | Jonathan Clauss     | RC Lens                | 11   |
| 5  | Hamari Traoré       | Stade rennais FC       | 9    |
| 6  | Dimitri Payet       | Olympique de Marseille | 9    |
| 7  | Amine Gouiri        | OGC Nice               | 9    |
| 8  | Kevin Volland       | AS Monaco              | 9    |
| 9  | Gaëtan Laborde      | Stade rennais FC       | 8    |
| 10 | Lovro Majer         | Stade rennais FC       | 8    |

| Source : Classement officiel des passeurs de la Ligue 1 Uber Eats. |

### Affluence

#### Meilleures affluences de la saison
| Rang | Match                                        | Journée | Date             | Affluence |
| ---- | -------------------------------------------- | ------- | ---------------- | --------- |
| 1    | Olympique de Marseille - Paris Saint-Germain | J11     | 24 octobre 2021  | 65 121    |
| 2    | Olympique de Marseille - Olympique lyonnais  | J35     | 1er mai 2022     | 64 784    |
| 3    | Olympique de Marseille - OGC Nice            | J29     | 20 mars 2022     | 64 722    |
| 4    | Olympique de Marseille - RC Strasbourg       | J38     | 21 mai 2022      | 63 873    |
| 5    | Olympique de Marseille - FC Metz             | J13     | 7 novembre 2021  | 61 539    |
| 6    | Olympique de Marseille - Angers SCO          | J23     | 4 février 2022   | 60 000    |
| 7    | Olympique de Marseille - FC Lorient          | J10     | 17 octobre 2021  | 57 349    |
| 8    | Olympique de Marseille - AS Monaco           | J27     | 6 mars 2022      | 56 510    |
| 9    | Olympique de Marseille - Stade de Reims      | J19     | 22 décembre 2021 | 55 908    |
| 10   | Olympique de Marseille - FC Nantes           | J33     | 20 avril 2022    | 55 890    |

#### Affluences par journée
Ce graphique représente le nombre de spectateurs présents dans les stades lors de chaque journée.

## Trophées UNFP
Chaque début de mois, les internautes votent pour élire le trophée UNFP du joueur du mois de Ligue 1.
| Mois      | Premier             | Premier             | Premier | Deuxième          | Deuxième               | Deuxième | Troisième         | Troisième              | Troisième | Réf.   |
| Mois      | Joueur              | Club                | %       | Joueur            | Club                   | %        | Joueur            | Club                   | %         | Réf.   |
| --------- | ------------------- | ------------------- | ------- | ----------------- | ---------------------- | -------- | ----------------- | ---------------------- | --------- | ------ |
| Août      | Kylian Mbappé       | Paris Saint-Germain | 42      | Dimitri Payet     | Olympique de Marseille | 36       | Mohamed Bayo      | Clermont Foot 63       | 22        | [ 12 ] |
| Septembre | Seko Fofana         | RC Lens             | 42      | Amine Gouiri      | OGC Nice               | 30       | Lucas Paquetá     | Olympique lyonnais     | 28        | [ 12 ] |
| Octobre   | Lucas Paquetá       | Olympique lyonnais  | 46      | Gaëtan Laborde    | Stade rennais FC       | 39       | Andy Delort       | OGC Nice               | 15        | [ 12 ] |
| Novembre  | Gaëtan Laborde      | Stade rennais FC    | 43      | Anthony Lopes     | Olympique lyonnais     | 36       | Romain Faivre     | Stade brestois 29      | 21        | [ 12 ] |
| Décembre  | Téji Savanier       | Montpellier HSC     | 38      | Kylian Mbappé     | Paris Saint-Germain    | 36       | Randal Kolo Muani | FC Nantes              | 26        | [ 12 ] |
| Janvier   | Wissam Ben Yedder   | AS Monaco           | 56      | Ludovic Blas      | FC Nantes              | 30       | Amine Gouiri      | OGC Nice               | 14        | [ 12 ] |
| Février   | Kylian Mbappé       | Paris Saint-Germain | 54      | Martin Terrier    | Stade rennais FC       | 30       | Arkadiusz Milik   | Olympique de Marseille | 16        | [ 12 ] |
| Mars      | Martin Terrier      | Stade rennais FC    | 35      | Wissam Ben Yedder | AS Monaco              | 33       | Arkadiusz Milik   | Olympique de Marseille | 32        | [ 12 ] |
| Avril     | Benjamin Bourigeaud | Stade rennais FC    | 56      | Kylian Mbappé     | Paris Saint-Germain    | 28       | Andy Delort       | OGC Nice               | 16        | [ 12 ] |

Au mois de mai, lors des trophées UNFP du football 2022, sont élus le meilleur joueur, gardien, espoir, entraîneur, le plus beau but et l'équipe type de la saison.
| Meilleur joueur | Meilleur gardien     | Meilleur espoir | Meilleur entraîneur | Plus beau but |
| --------------- | -------------------- | --------------- | ------------------- | ------------- |
| Kylian Mbappé   | Gianluigi Donnarumma | William Saliba  | Bruno Génésio       | Bamba Dieng   |

| Gardien de but                  | Défenseurs                                                                                           | Milieux de terrain                                                                 | Attaquants                                                                               |
| ------------------------------- | --- | ---------------------------------------------------------------------------------- | ---------------------------------------------------------------------------------------- |
| Gianluigi Donnarumma (Paris SG) | Jonathan Clauss (RC Lens) Marquinhos (Paris SG) William Saliba (O. Marseille) Nuno Mendes (Paris SG) | Seko Fofana (RC Lens) Aurélien Tchouaméni (AS Monaco) Dimitri Payet (O. Marseille) | Martin Terrier (Stade rennais FC) Wissam Ben Yedder (AS Monaco) Kylian Mbappé (Paris SG) |

## Parcours en Coupes d'Europe
Le parcours des clubs français en coupes d'Europe est important puisqu'il détermine le coefficient UEFA, et donc le nombre de clubs français présents en coupes d'Europe les années suivantes.
| Club                    | Compétition         | Résultat                 | Ultime(s) adversaire(s) | Ultime(s) adversaire(s) | Ultime(s) adversaire(s) |
| ----------------------- | ------------------- | ------------------------ | ----------------------- | ----------------------- | ----------------------- |
| LOSC Lille              | Ligue des champions | Huitièmes de finale      | Chelsea FC              | Chelsea FC              | Chelsea FC              |
| Paris Saint-Germain     | Ligue des champions | Huitièmes de finale      | Real Madrid             | Real Madrid             | Real Madrid             |
| AS Monaco               | Ligue des champions | Barrage de qualification | Chakhtar Donetsk        | Chakhtar Donetsk        | Chakhtar Donetsk        |
| Olympique lyonnais      | Ligue Europa        | Quarts de finale         | West Ham United         | West Ham United         | West Ham United         |
| AS Monaco               | Ligue Europa        | Huitièmes de finale      | SC Braga                | SC Braga                | SC Braga                |
| Olympique de Marseille  | Ligue Europa        | Phase de groupes         | Galatasaray SK          | SS Lazio                | Lokomotiv Moscou        |
| Ligue Europa Conférence | Demi-finale         | Feyenoord Rotterdam      | Feyenoord Rotterdam     | Feyenoord Rotterdam     |                         |
| Ligue Europa Conférence | Stade rennais FC    | Huitièmes de finale      | Leicester City          | Leicester City          | Leicester City          |

## Bilan de la saison
| Championnat de France de football 2021-2022 |                                 |
| Champion                                    | Paris Saint-Germain (10e titre) |
| Dauphin                                     | Olympique de Marseille          |
| Champion d'automne                          | Paris Saint-Germain             |
| Coupes et trophées                          |                                 |
| Vainqueur de la Coupe de France 2021-2022   | FC Nantes                       |
| Vainqueur du Trophée des champions 2021     | LOSC Lille                      |
| Qualifications continentales                |                                 |
| Ligue des champions 2022-2023               | Paris Saint-Germain             |
| Ligue des champions 2022-2023               | Olympique de Marseille          |
| Ligue des champions 2022-2023               | AS Monaco                       |
| Ligue Europa 2022-2023                      | FC Nantes                       |
| Ligue Europa 2022-2023                      | Stade rennais FC                |
| Ligue Europa Conférence 2022-2023           | OGC Nice                        |
| Promotions et relégations                   |                                 |
| Promus en Ligue 1                           | Toulouse FC                     |
| Promus en Ligue 1                           | AC Ajaccio                      |
| Promus en Ligue 1                           | AJ Auxerre                      |
| Relégués en Ligue 2                         | AS Saint-Étienne                |
| Relégués en Ligue 2                         | FC Metz                         |
| Relégués en Ligue 2                         | Girondins de Bordeaux           |

- Meilleure attaque[13] : Paris Saint-Germain (90 buts inscrits)
- Meilleure défense[13] : OGC Nice et Paris Saint-Germain  (36 buts encaissés)
- Premier but de la saison :  Gelson Martins   14e pour l'AS Monaco contre le FC Nantes (1-1) le 6 août 2021 (1re journée).
- Dernier but de la saison :  Ignatius Ganago   90+6e pour le RC Lens contre l'AS Monaco (2-2) le 21 mai 2022 (38e journée).
- Premier but contre son camp :  Alexandre Oukidja   90+6e (csc) du FC Metz en faveur du Lille OSC (3-3) le 8 août 2021 (1re journée).
- Premier penalty :  Wahbi Khazri   70e (pen.) pour l'AS Saint-Étienne contre le FC Lorient (1-1) le 8 août 2021 (1re journée).
- Premier but sur coup franc direct :  Dimitri Payet   75e pour l'Olympique de Marseille contre Montpellier HSC (2-2) le 8 août 2018 (1re journée).
- Premier doublé :  Fabien Centonze   31e   52e pour l'FC Metz contre le Lille OSC (2-0) le 8 août 2018 (1re journée).
- Premier triplé :  Martin Terrier   22e   28e   48e pour le Stade rennais FC contre l'AS Saint-Étienne (0-5) le 5 décembre 2021 (17e journée).
- Premier carton rouge :  Kiki Kouyaté   56e lors de FC Metz - Lille OSC (3-3) le 8 août 2018 (1re journée).
- But le plus rapide d'une rencontre :
- But le plus tardif d'une rencontre :
- Plus jeune buteur de la saison :  Mohamed-Ali Cho (17 ans, 7 mois et 10 jours) lors de Angers SCO - Stade rennais FC (2-0) le 29 août 2021 (4e journée).
- Plus vieux buteur de la saison : Burak Yilmaz (36 ans, 5 mois et 7 jours) lors de Girondins de Bordeaux - Lille OSC (2-3) le 22 décembre 2021 (19e journée).
- Meilleure possession du ballon[13] : Paris Saint-Germain (63%)
- Journée de championnat la plus riche en buts : 31e journée (36 buts)
- Journée de championnat la plus pauvre en buts : 20e journée (15 buts)
- Nombre de buts inscrits durant la saison [13] : 1 067 buts, soit une moyenne de 2,81 buts par match
- Résultat le plus souvent rencontré durant la saison[14] : 1-0 (63 matchs, soit 16,58% des résultats)
- Plus grand nombre de buts dans une rencontre :
- Plus large victoire à domicile :
- Plus large victoire à l'extérieur :
- Plus grand nombre de buts en une mi-temps :
- Plus grand nombre de buts dans une rencontre pour un joueur : 3 buts 
  - Voir ci-dessous
- Doublé le plus rapide[15] :
- Triplé le plus rapide : 10 minutes  
  -  Wissam Ben Yedder   44e (pen.)   51e   54e  pour l'AS Monaco contre le Stade brestois 29 (4-2) le 14 mai 2022 (37e journée).
- Les triplés de la saison : 
  -  Martin Terrier   22e   28e   48e pour le Stade rennais FC contre l'AS Saint-Étienne (0-5) le 5 décembre 2021 (17e journée).
  -  Hwang Ui-jo   17e   39e   90e pour les Girondins de Bordeaux contre RC Strasbourg (4-3) le 23 janvier 2022 (22e journée).
  -  Arkadiusz Milik   18e   70e   78e pour l'Olympique de Marseille contre Angers SCO (5-2) le 4 février 2022 (23e journée).
  -  Serhou Guirassy   40e   50e   54e pour le Stade rennais FC contre le FC Metz (6-1) le 20 mars 2022 (29e journée).
  -  Neymar   6e   71e (pen.)   83e pour le Paris Saint-Germain contre le Clermont Foot 63 (1-6) le 9 avril 2022 (31e journée).
  -  Kylian Mbappé
    -   19e   74e   80e pour le Paris Saint-Germain contre le Clermont Foot 63 (1-6) le 9 avril 2022 (31e journée).
    -   24e   28e   50e pour le Paris Saint-Germain contre le FC Metz (5-0) le 21 mai 2022 (38e journée).

  -  Wissam Ben Yedder   44e (pen.)   51e   54e  pour l'AS Monaco contre le Stade brestois 29 (4-2) le 14 mai 2022 (37e journée).
  -  Andy Delort   75e (pen.)   77e   82e pour l'OGC Nice contre le Stade de Reims (2-3) le 21 mai 2022 (38e journée).
- Quadruplé le plus rapide :
- Plus grand nombre de spectateurs dans une rencontre[16] : 68 784 lors de Olympique de Marseille - Olympique lyonnais le 1er mai 2022 (35e journée).
- Plus petit nombre de spectateurs dans une rencontre[17] : 2 633 lors de AS Monaco - Clermont Foot 63 le 16 janvier 2022 (21e journée).
- Plus grande série de victoires[18] : 9 matchs pour l’AS Monaco entre les 29e et 37e journées.
- Plus grande série de défaites[18] : 7 matchs pour le FC Lorient entre les 12e et 18e journées.
- Plus grande série de matchs sans défaite[18] : 15 matchs pour le Paris Saint-Germain entre les 10e et 24e journées.
- Plus grande série de matchs sans victoire[18] : 15 matchs pour le FC Lorient entre les 8e et 22e journées.
- Champion d'automne : Paris Saint-Germain
- Champion : Paris Saint-Germain

## Record
- Le Français Kylian Mbappé est à la fois meilleur buteur (28 réalisations) et meilleur passeur (17 passes décisives) de Ligue 1, une première dans l'histoire du championnat de France[19].